# Ceanothus buxifolius
Ceanothus buxifolius là một loài thực vật có hoa trong họ Táo. Loài này được Willd. ex Schult. & Schult.f. mô tả khoa học đầu tiên năm 1829.